# 李葆華
李 葆華（り ほか、リー・バオホア、Li Baohua、1909年10月2日 - 2005年2月19日）は、中華人民共和国の政府当局者、元中国人民銀行行長・中共安徽省委員会書記・1970年代中共中央委員である。李大釗の長男。

## 略歴
- 1909年 - 清国河北省の楽亭県で生まれる
- 1931年 - 中国共産党に入党、その後中日戦争で参加する
- 1962年 - 中共安徽省委員会書記に就任（1971年まで）
- 1973年 - 中共貴州省委員会第二書記を務めた、同年に第10回中共中央委員に選出された
- 1978年 - 中国人民銀行行長を務めた（1982年まで）、同年に第11回中共中央委員に選出された
- 1982年 - 中共中央顧問委員会委員に選出された
- 2005年 - 北京市内で死去した、95歳